# Çavuşköy, Şereflikoçhisar
Çavuşköy là một xã thuộc huyện Şereflikoçhisar, tỉnh Ankara, Thổ Nhĩ Kỳ. Dân số thời điểm năm 2011 là 70 người.